# ダヴォール・パロ

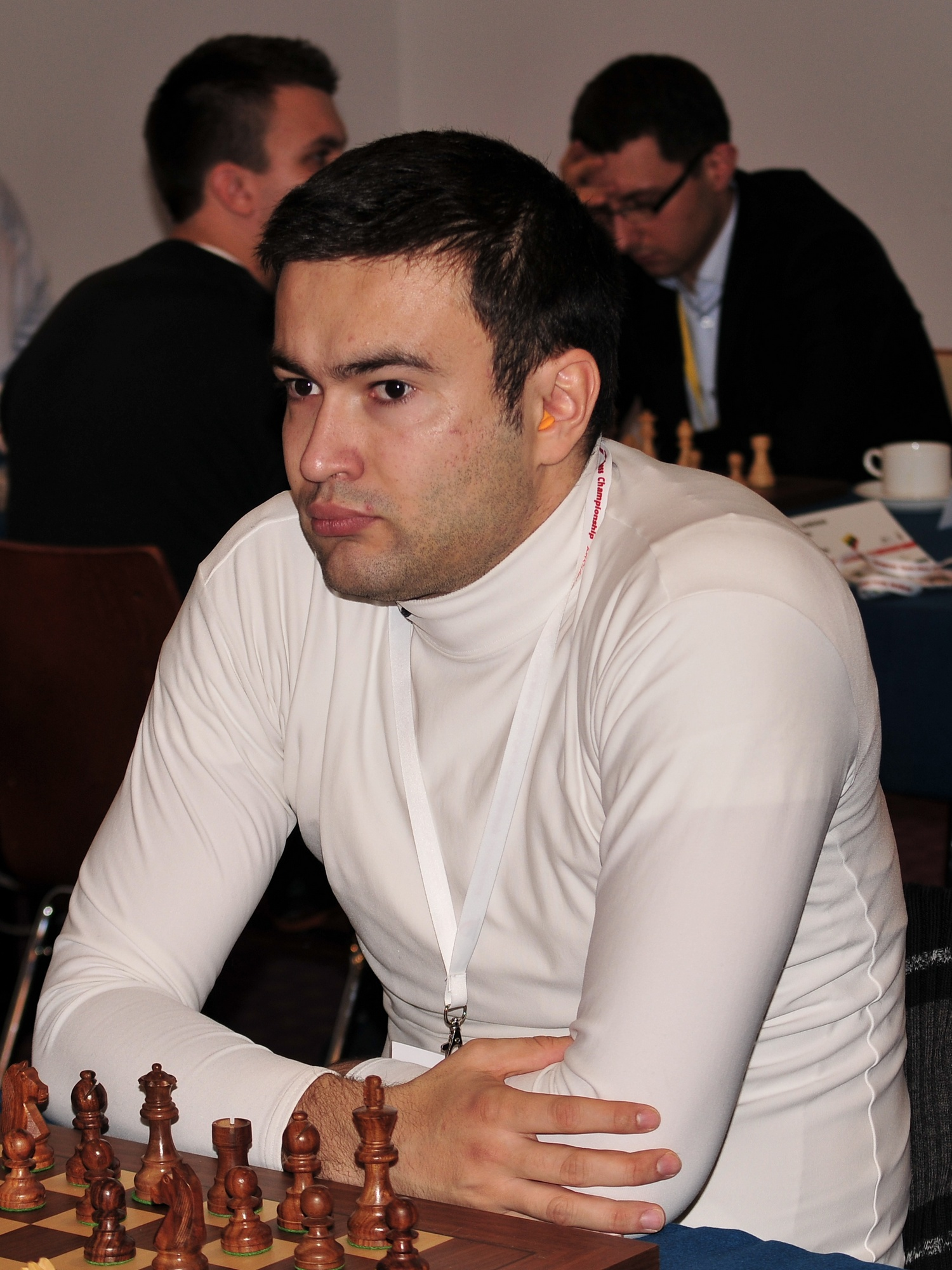
2013年撮影

ダヴォール・ポロ（デンマーク語: Davor Palo、1985年11月2日 - ）は、デンマークのチェス選手。2005年に国内では史上最年少の19歳にしてグランドマスターのタイトルを得た。ボスニア・ヘルツェゴビナ系。